# 大奧菲爾納
50°7′46″N 29°57′32″E / 50.12944°N 29.95889°E
大奧菲爾納（烏克蘭語：Велика Офірна）是位於烏克蘭北部的村莊，由基辅州法斯蒂夫區的法斯蒂夫市鎮負責管轄。該村面積1.78平方公里，海拔高度181米，2001年人口781，人口密度每平方公里438.8人。